# Storhamrasjön
Storhamrasjön är en sjö i Ljusdals kommun inom landskapet Dalarna och ingår i Ljusnans huvudavrinningsområde. Sjön är 21,5 meter djup, har en yta på 16,4 kvadratkilometer och befinner sig 311,1 meter över havet. Sjön avvattnas av vattendraget Håvaån (Kroksjöån) till Voxnan.

## Delavrinningsområde
Storhamrasjön ingår i det delavrinningsområde (682951-145774) som SMHI kallar för Utloppet av Storhamrasjön. Medelhöjden är 333 meter över havet och ytan är 38,82 kvadratkilometer. Räknas de 18 avrinningsområdena uppströms in blir den ackumulerade arean 150,81 kvadratkilometer. Håvaån (Kroksjöån) som avvattnar avrinningsområdet har biflödesordning 3, vilket innebär att vattnet flödar genom totalt 3 vattendrag innan det når havet efter 172 kilometer. Avrinningsområdet består mestadels av skog (50 procent). Avrinningsområdet har 16,38 kvadratkilometer vattenytor vilket ger det en sjöprocent på 42,2 procent.